# Rio Pará (Pará)
Pour les articles homonymes, voir rio Pará.

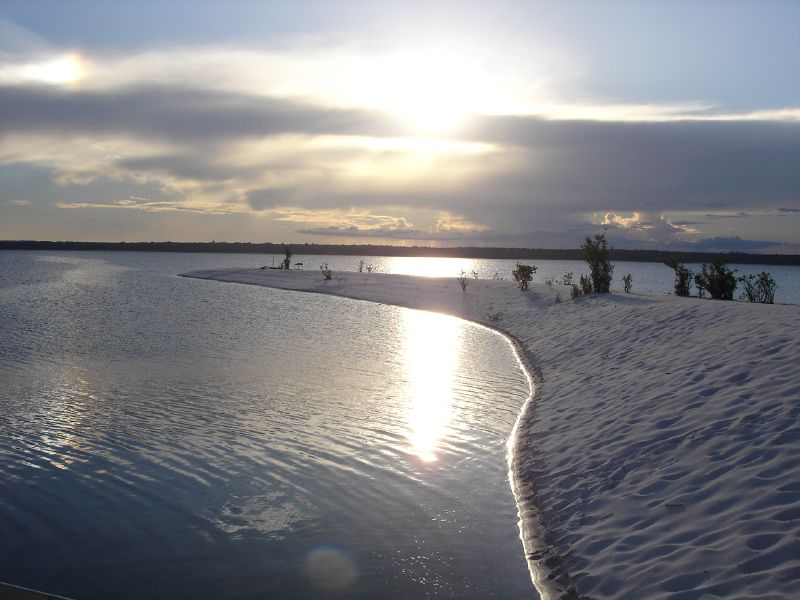

Le rio Pará (en français : rivière Pará), également appelée rivière Parauaú, rivière Jacaré Grande, canal Marajó, canal Macacos, canal Santa Maria et baie de Bocas, est un cours d'eau et un immense complexe estuarien qui fonctionne comme un canal fluvial entre les rivières Amazone (Delta du fleuve Amazone), Tocantins, Campina Grande (ou baie de Portel) et baie de Marajó, en plus de nombreuses autres petites rivières. Il peut également être considéré comme une fourche dans le rio Tocantins.
Il est situé dans l'État du Pará, au Brésil. Il présente des eaux troubles, riches en sédiments provenant de ses rivières tributaires.
Rio Pará est le nom donné au fleuve qui passe au sud de l'île de Marajó et passe par proche la ville de Belém. Il reçoit notamment les eaux du rio Tocantins. Aujourd’hui, rares sont les hydrologues qui considèrent que le bassin du Rio Pará (et du Rio Tocantins) font partie du bassin amazonien. Il est admis que ces deux bassins ont un estuaire commun, l'île de Marajó (qui se révèle être une île côtière également baignée, au nord, par l'Atlantique) faisant frontière (1).
La rivière Pará reçoit, principalement et en abondance, les eaux de la rivière Tocantins et, dans une moindre mesure, les eaux du fleuve Amazone (à travers de petits trous - furos - et canaux situés près de la ville de Breves) 